# Vicente Navarro Reverter y Gomis
Vicente Navarro Reverter y Gomis fou un polític valencià, fill de Juan Navarro Reverter i germà de Juan Navarro Reverter y Gomis, diputat a les Corts Espanyoles durant la restauració borbònica.
Membre del Partit Liberal Fusionista, després de les eleccions generals espanyoles de 1896 fou nomenat per a substituir en el districte de Nules Joaquín López-Dóriga y Ruiz de la Escalera quan dimití el 1897. Després fou elegit diputat pel districte de Benavarri a les eleccions generals espanyoles de 1905, 1907, 1910 i 1914.